# Юнаев, Моисей Израилевич
Моисей Израилевич Юнаев (род. 0 января 1987, СССР)  общественный деятель  раввин, руководитель Конгресса евреев Северо-Кавказского федерального округа. руководитель еврейской общины чеченской республике

## Биография
Праправнук основателя первой горской общины в Земле Израиля в начале XX века, уроженца села Доргели — Коэна Авраама Агаронова и правнук раввина самой большой общины Кавказа — Коэна Мишикина Агаронова. С детства посещал пятигорскую еврейскую общину «Геула» и синагогу. В 2004 поступил в Российский государственный торгово-экономический университет в Москве, который окончил в 2009 по специальности «юриспруденция». С 2009 учился в иешиве и в еврейской религиозной академии. 
С 2009 по 2012 являлся членом еврейского молодёжного клуба общины «Геула», который затем возглавил. В 2011 вошёл в состав этнического совета Пятигорска. С 2011-2012 помощник, в 2012-2013 советник, в 2013-2014 первый заместитель председателя пятигорской еврейской религиозной организации «Геула». С 2014 по 2015 являлся первым заместителем председателя централизованной религиозной организации «Ставропольская краевая еврейская организация ортодоксального иудаизма». В 2015 советом старейшин горских евреев Северного Кавказа направлен в Грозный с целью создания общины горских евреев.
21 августа 2017 по итогам первого съезда представителей еврейского этноса Северо-Кавказского федерального округа в Грозном руководитель еврейской общины Чеченской Республики М. И. Юнаев был избран лидером евреев этого округа.